# Rudy Ventura
Jaume Ventura i Serra, més conegut com a Rudy Ventura (Canet de Mar, Maresme, 10 de setembre de 1926 - Barcelona, 2 d'abril del 2009), va ser un trompetista molt conegut que es va dedicar durant gairebé 70 anys a interpretar música de ball.
Estudia a l'Escola Municipal de Música amb els germans Rovira (el trompetista Lluís, Ricard i Amadeu). Als 15 anys, Jaume Ventura comença a tocar a l'Orquestra Planas, de Jaume Planas i Simó, on el seu pare era el primer trompeta.
A principis dels anys 40, amb l'arribada dels primers micròfons, comença a cantar i el rebategen com a ‘Rudy’ Ventura. Quan arriba el moment de fer el servei militar ho compagina tocant a diverses formacions com l'Orquesta Luis Duque, l'Orquesta Serramont i el Conjunto Glory’s King,
Posteriorment decideix muntar el seu primer grup amb el seu pare i una desena de músics però li arriba una oferta per anar-se’n a Amèrica i deixa el grup en mans del trompetista Jaume Miralles.
Al 1953 s'incorpora a Solera de España, una orquesta d'onze músics liderada per Lluís Oliva, i debuta a Cuba, al Club Tropicana de l'Havana, on hi toca durant 6 anys. En aquella época també recala a Mèxic, Veneçuela, Puerto Rico, República Dominicana i Curaçao. Les actuaciones de Solera de España per Amèrica li permeten conèixer artistes de primera línia com Frank Sinatra, Nat King Cole, Artie Shaw, Benny Goodman o Carmen Miranda.
L'any 1959 torna a Catalunya i forma ‘Rudy Ventura y su Conjunto’, amb Vicenç Sabater (piano i arranjaments), Joan Antoni Calvet (bateria i percussió), Francesc Calzada (saxo, flauta i violí) i Eugeni Murgui (saxos i contrabaix).
Als anys 60 hi havia molts trompetistes que dirigien orquestres, petits conjunts o, simplement, actuaven com a solistes: Ray Anthony als Estats Units, Eddie Calvert a la Gran Bretanya, George Jouvin a França, Roy Etzel a Alemanya i Nini Rosso a Itàlia. Anys més tard també va saber trobar el so de Tijuana que practicava l'estatunidenc Herb Alpert. Ventura coneixia i versionava aquests artistes. La primera cançó que grava Rudy amb el seu quintet és ‘Pan, amor y cha cha cha', per a la discográfica Columbia l'any 1959. I un any més tard aposta per gravar música moderna en català, una gesta que anteriorment només havien assolit les Germanes Serrano i Josep Guardiola. Rudy canta una cançó titulada 'Mustapha', acompanyat de l'orquestra de Josep Solà. I després treu al mercat 8 temes més repartits en dos EPs: 'Recordant "La Moños"'i 'Quan arriba la cigonya'.
Va dedicar 65 anys de la seva vida a la música. Més de 1000 cançons editades en discos, incloent-hi les gravacions en què va acompanyar amb la seva trompeta artistes com Antonio Machín, Lola Flores o Jaume Sisa.
La figura de Ventura també va estar molt associada al FC Barcelona, club al qual va dedicar diverses composicions (entre les quals destaquen Endavant Barça, Campions o Barça campió d'Europa), i la seva trompeta es va deixar sentir en nombroses ocasions al Camp Nou i en les grans cites del barcelonisme com les finals de la Recopa del 1979 o la de la Copa d'Europa del 1992. A més, Ventura és l'autor de l'himne de les penyes Som del Barça.
Durant els anys de la transició participà amb interpretacions musicals en actes catalanistes. El 2001, l'Associació Professional de Representants, Promotors i Mànagers de Catalunya li va retre un homenatge, en un acte juntament amb altres grans artistes de la seva època, com el Dúo Dinámico, Paco Morán o Ramon Calduch.

## Discografia

### Àlbums
- 1966 - Rudy Ventura y Orquesta Vergara
- 1968 - Mundial Hits
- 1979 - Les rambles
- 1979 - Història d'un Estatut
- 1980 - Havaneres “catxondes”
- 1980 - El Ball De l'Estatut
- 2002 - Sus primeros EP en Columbia vol. 1 (1960-1961)
- 2002 - Sus primeros EP en Columbia vol. 2 (1961-1962)
- Trompeta de Europa
- Nit de revetlla/Noche de verbena

### EPs i Singles
- 1960 - Recordant "La Moños" / Una Caseta / Anant A La "Font Del Gat" / Qui La Fa La Paga
- 1962 - Quan Arriba La Cigonya / Barcelona Es Bona / Pinyols / Fem Soroll
- 1965 - Rudy Ventura i la seva trompeta
- 1968 - La tieta i la trompeta/El trompeta de joguet
- 1974 - Es verano/Sigo soñando
- 1978 - Feliç aniversari/El dia de la mare
- Un mundo feliz/Gitano rock and roll
- Zorba el griego
- Paco Peco/Champagne twist/Por que me dejas?/Balada de la trompeta
- Pepe (Cantinflas)